# ساموئل وایت
ساموئل وایت (به انگلیسی: Samuel White) سناتور سابق عضو حزب فدرالیست (آمریکا) بود. وی در سال ۱۸۰۱ تا ۱۸۰۹ میلادی سناتور ایالت دلاویر در سنای ایالات متحده آمریکا بود.